# 伊斯兰教中的天使
天使（阿拉伯语：‎；malā'ikah），是安拉用光创造的聖靈，用以服务、崇拜安拉和嚴格執行真主的命令。
“信天使”是伊斯兰教的六正信之一，六正信即信真主、信經書、信先知、信末日、信天使、信前定。
《古兰经》第十七章《夜行》第95行：:「你说：『假若大地上有许多天神安然步行，那麼，我必定从天上降下一个天神去他们那裏做使者。』」

## 天使的属性
古蘭經第二章黃牛章32節：他們（天使們）説：我們讚你（真主）超絶，除了你所教授我們的知識外，我們毫無知識，你確是全知的，確是至睿的。
古蘭經第77章天使章1～7節：誓以奉派（天使們）傳達佳音，遂猛烈吹動者，誓以傳播各物，而使之分散，乃傳授教訓者，誓以示原諒或警告者，警告你們的事，是必定發生的。
由此可見天使是完全服從真主的，他們不知道真主所知道的。他們數目繁多，被創造是為執行真主的命令，守護、報喜或警告或傳達啟示，有守護每個人左右，記録善惡行為的天使，有固守地獄的天使，有在墓地提問亡人的天使，⋯⋯，

## 易卜劣斯
易卜劣斯（撒旦）是伊斯兰教中的魔鬼，最初是被真主以火創造而成的精靈，它在叛逆真主後被降格而成了魔鬼。伊斯兰教從不承认基督教和犹太教中“堕落天使”这一說法，至於天使，伊斯兰教众的天使和人類不同，並没有自由意志，只會依真主的意愿行事。
当真主用泥土创造了阿丹，赋予他智慧，使他熟悉各种事物的名称，并号召众天使向他致敬时，而身為精靈的易卜劣斯卻拒绝承认真主給予阿丹的地位，并自认为被真主用火创造的自己要比用土创造的阿丹更优秀。于是真主放逐了易卜劣斯 。被逐之後的易卜劣斯及其追隨者（魔鬼）照样傲慢地无视阿丹的後代，時刻尋找引誘人類犯罪的機會。

## 天使等级
伊斯兰教没有像中世纪基督教神学家制定的“天使等级”那样拥有明显的划分天使等级的制度，大多数伊斯兰学者认为这并不是一个重要的话题，因为它并未在古兰经中被提及。
但有一点很清楚，天使有一定的顺序或等级制度来区分他们的职责和神赋予他们的使命。

#### 大天使
- 吉卜利勒（Jibril）

为伊斯兰教中地位最崇高之大天使，其专职使命是负责传达真主的讯息。
- 米迦勒（Mikail）

地位仅次于大天使吉卜利勒，为伊斯兰教中地位第二高之大天使。其专职使命是奉安拉派遣，负责观察宇宙万物，并与吉卜利勒一同处理天庭的日常事务。
- 伊斯拉菲尔（Israfil）

负责吹响末日号角之大天使。
- 亚兹拉尔（Azrael）

负责为预定时间已到之人们带来死亡之大天使，在《古兰经》中被直接称作“死亡天使”（ملك الموت；Malak al-Mawt）。

#### 守护天使
- 哈法扎（Hafaza）

负责守护人们在预定时间前免于死亡之天使。

#### 审讯天使
- 蒙卡尔和那基尔（Munkar and Nakir）

負責于墓前审判亡者信仰之天使。

#### 天堂天使
- 利德宛（Ridwan）

负责维护天庭之天使。

#### 地狱天使
- 马力克（Maalik）

负责守卫地獄之火的天使，曾于夜行登霄时向穆罕默德揭示地獄的景象。馬立克据传亦从无笑容。